# Zanclopteryx subsimilis
Zanclopteryx subsimilis là một loài bướm đêm trong họ Geometridae.